# Vřešťan mono
Vřešťan mono (Alouatta pigra) je ohrožený druh opice z čeledi chápanovití (Atelidae) a rodu vřešťan (Alouatta), obývající Belize, Mexiko a Guatemalu.

## Taxonomie
Vřešťan mono patří do čeledi chápanovití (Atelidae) a rodu vřešťan (Alouatta), kde se řadí do skupiny Alouatta palliata (tvořené vřešťanem pláštíkovým, vřešťanem panamským a vřešťanem mono). Vřešťana mono popsal americký zoolog George Newbold Lawrence. Lawrence zhodnotil starší jméno Mycetes villosus Gray, 1845 jako nepoužitelné, protože holotyp byl částečně poškozen a částečně ztracen a typová lokalita byla zmatečná. Jako sesterský taxon k druhu A. pigra vychází vřešťan pláštíkový (Alouatta palliata), oba druhy se od sebe oddělily před asi 3 miliony lety. Genetická studie zároveň oba druhy uznala jako samostatné.
Rodové jméno Alouatta má svůj původ v nové latině nebo pochází z francouzštiny.

## Výskyt
Vřešťan mono je zvířetem neotropické oblasti. Lze jej najít v Belize (celá země), Guatemale (sever) a Mexiku (je jediným vřešťaněm Yucatánského poloostrova), nepotvrzeně potom v Hondurasu. Se vřešťanem pláštíkovým oba druhy odděluje horstvo. Druh ve své domovině obývá tropický deštný les, lze jej najít jak v opadavých lesích, tak v neopadavých, vyskytovat se může v lesích sekundárních (obnovených) i nenarušených, žije rovněž v oblastech porostlých mangrovníky. Žije především ve stromovém baldachýnu a preferuje místa u řek nebo záplavové oblasti. Co se týče nadmořské výšky, ve které se vřešťan mono vyskytuje, nedělá mu problém život v nížinách ani ve vyšších nadmořských výškách; byl objeven dokonce v oblastech převyšujících 2 700 m n. m., odlišuje se tak od vřešťana pláštíkového, který preferuje především níže položené regiony.

## Popis
Vřešťan mono je jedna z největších opic Ameriky. Samci dosahují velikosti 67 až 71 cm, s ocasem dlouhým 60 až 67 cm a hmotností okolo 11,4 kg, samice jsou menší, měřící 52 až 64 cm a jejich ocas dosahuje délky 50 až 54 cm. Hmotnost samic činí zhruba 6,4 kg. U druhu se vyvinul pohlavní dimorfismus. Ocas je schopen úchopu, končetiny jsou dlouhé. Zbarvení dlouhé srsti je černé, některé části mohou být zabarveny hnědě; tato dospělá barva se vyvine asi za 9 až 10 týdnů, předtím jsou mladí vřešťani světlí. Šourek má barvu růžovou.

## Chování

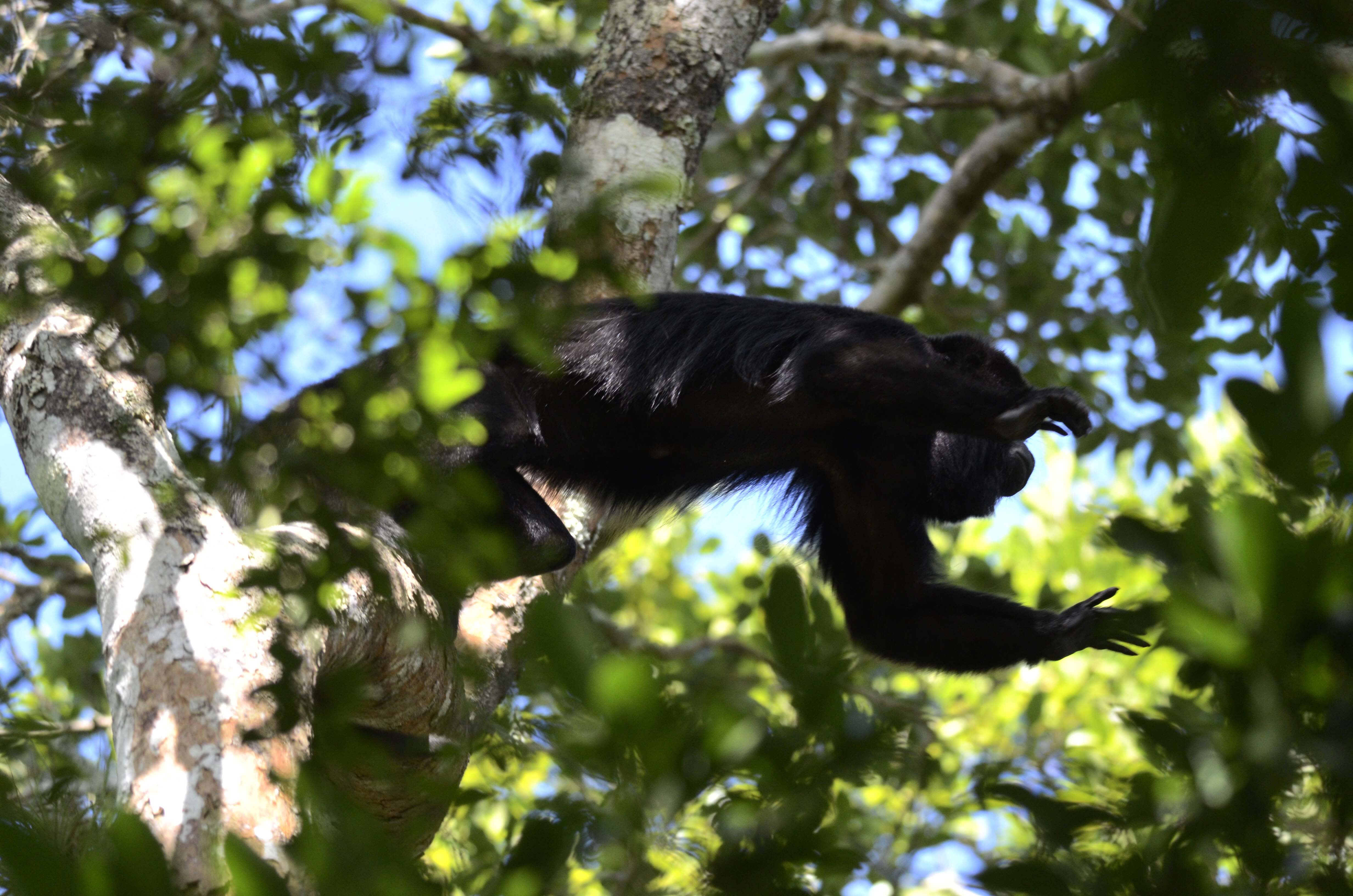
Vřešťan mono

Tlupa čítá 4 až 11 členů, je tvořena jedním samcem, někdy vícero samci,  samicemi a mláďaty. Vřešťani si brání území mezi 3 a 25 hektary. Využívají k tomu hlasité volání, které vydávají samci, a je pro vřešťany typické. U vřešťana mono může řev dosáhnout hlasitosti až 88 decibelů. Vřešťani mono jsou nejaktivnější ráno a večer. Den většinou ze 70 % proodpočívají; nedokonalé trávení potravy jim neumožňuje velkou aktivitu. Shánění potravy zabírá vřešťanům okolo 18 % dne, 5 % využívají k přesouvání se na jiná stanoviště a okolo 1 % k socializaci mezi členy tlupy. Vřešťan mono je býložravec. Preferuje převážně ovoce, pokud ovoce není k dispozici, živí se listy. Podle studie, která byla uveřejněna v roce 2004 v periodiku Primates, bylo zjištěno, že během ledna až března jídeníček tvořily hlavně listy, a to z 86 %. Během dubna až července opice přešly na ovoce, které tvořilo 67 % stravy. Přiživit se mohou i na květech a sežrat někdy mohou i hmyz.
Rozmnožování může nastat během celého roku. Samice mají říji trvající dva až čtyři dny a samci zjišťují připravenost samic k páření olizováním jejich genitálií. Kopulaci, trvající maximálně 1 minutu, pár několikrát opakuje. Březost trvá okolo 180 dní, přičemž mladší samice mají větší šanci na zplození potomka. Rodí se pouze jedno mládě a samice se o něj stará rok. Pohlavní dospělosti je dosaženo za tři až čtyři roky a druh se může dožít i dvaceti let, pokud se nestane kořistí nějakého dravce: opici loví například harpyje pralesní (Harpia harpyja), pumy (Puma concolor) a jaguáři (Panthera onca). U druhu se objevuje také infanticida.

## Ohrožení
Vřešťan mono patří podle Mezinárodního svazu ochrany přírody mezi ohrožené druhy s klesající populací. Nebezpečí představuje ztráta přirozeného prostředí, na vině je také lov lidmi a v neposlední řadě také nemoci. Úmluva o mezinárodním obchodu s ohroženými druhy volně žijících živočichů a rostlin jej zařadila na první přílohu. Vřešťan mono obývá ve svém areálu výskytu řadu chráněných oblastí – v Belize se jedná o dvanáct oblastí, v Mexiku o jedenáct a v Guatemale téměř čtyřicet.